# Kościół Matki Bożej Różańcowej w Gostyniu Łobeskim
Kościół Matki Bożej Różańcowej w Gostyniu Łobeskim – katolicki kościół filialny zlokalizowany we wsi Gostyń Łobeski w gminie Płoty, w powiecie gryfickim (województwo zachodniopomorskie). Należy do parafii Przemienienia Pańskiego w Płotach.

## Historia i architektura
Kościół, ufundowany przez rodziny von Bulow i von Osten, został wybudowany w 1840 roku. Wzniesiony w konstrukcji ryglowej na niskiej podmurówce, jest bezwieżową budowlą salową, krytą dwuspadowym dachem. Wejście umieszczone jest w bocznej ścianie. Prostokątne okna podzielone są na kwatery. Wewnątrz kościoła na ścianie zachodniej umieszczona jest wsparta na czterech słupach drewniana empora muzyczna. Obok kościoła znajduje się wolnostojąca dzwonnica z dwoma dzwonami.
Po II wojnie światowej kościół został poświęcony jako świątynia katolicka w 1947 roku.